# Raionul Zdolbuniv, Rivne
Zdolbuniv (în ucraineană Здолбунівський район, transliterat: Zdolbunivskîi raion) este un raion în regiunea Rivne, Ucraina. Reședința sa este orașul Zdolbuniv.

## Demografie
Componența lingvistică a raionului Zdolbuniv
     Ucraineană (97,31%)
     Rusă (2,41%)
     Alte limbi (0,22%)
Conform recensământului din 2001, majoritatea populației raionului Zdolbuniv era vorbitoare de ucraineană (97,31%), existând în minoritate și vorbitori de rusă (2,41%).